# Bolbocerastes serratus
Bolbocerastes serratus is een keversoort uit de familie cognackevers (Bolboceratidae). De wetenschappelijke naam van de soort werd in 1854 gepubliceerd door John Lawrence LeConte.